# هیدروکسی اوره
هایدروکسی کاربیماید (به انگلیسی: Hydroxycarbamide) (INN، BAN) یا هیدروکسی اوره (به انگلیسی: hydroxyurea) (USAN، AAN.با نام‌های تجاری Hydrea و Droxia) یک داروی شیمی‌درمانی است که برای اولین بار در سال ۱۹۶۷ سنتز شد و در نئوپلاسم بیش‌تکثیری مغز استخوان استفاده شد و به‌طور خاص برای پلی سیتمی ورا و ترومبوسیتمی ضروری می‌باشد. این دارو همچنین برای کاهش میزان حملات دردناک در کم‌خونی داسی‌شکل استفاده می‌شود و دارای خواص ضد ویروسی در بیماری‌هایی مانند ایدز است.
این دارو در فهرست داروهای ضروری سازمان بهداشت جهانی، یک لیست از مهم‌ترین داروهای مورد نیاز در یک نظام سلامت پایه است.